# Kozyriewsk
Kozyriewsk (ros. Козыревск) – osiedle w Rosji, w Kraju Kamczackim, w rejonie ust-kamczackim. W 2010 liczyło 1241 mieszkańców.